# Jugend der Kroatischen Demokratischen Union
Die Jugend der Kroatischen Demokratischen Union (kroat. Mladež Hrvatske demokratske zajednice, kurz MHDZ) ist die Jugendorganisation der kroatischen konservativen Partei Kroatische Demokratische Union. 
Die MHDZ wurde am 13. September 1990 gegründet und hat den Status einer Teilorganisation in der Mutterpartei ohne Rechtspersönlichkeit. Mitglied der MHDZ kann jedes HDZ-Mitglied zwischen 18 und 30 Jahren werden, sowie Jugendliche im 17. und 18. Lebensjahr.
Sie ist in Kroatien landesweit organisiert und hat Auslandsorganisationen in der kroatischen Diaspora, u. a. auch in Deutschland, Österreich und der Schweiz. Auf europäischer Ebene ist sie Vollmitglied in der Jugend der Europäischen Volkspartei (YEPP) sowie der Democrat Youth Community of Europe (DEMYC). Außerdem ist sie Mitglied in der weltweiten Dachorganisation International Young Democrat Union (IYDU).